# Sopela Women's Team
Sopela Women's Team (UCI-code SWT) is een Spaans-Baskische wielerploeg voor vrouwen, die vanaf 2009 deel uitmaakt van het peloton. Tot en met 2017 heette de ploeg Lointek.

## Teamleden

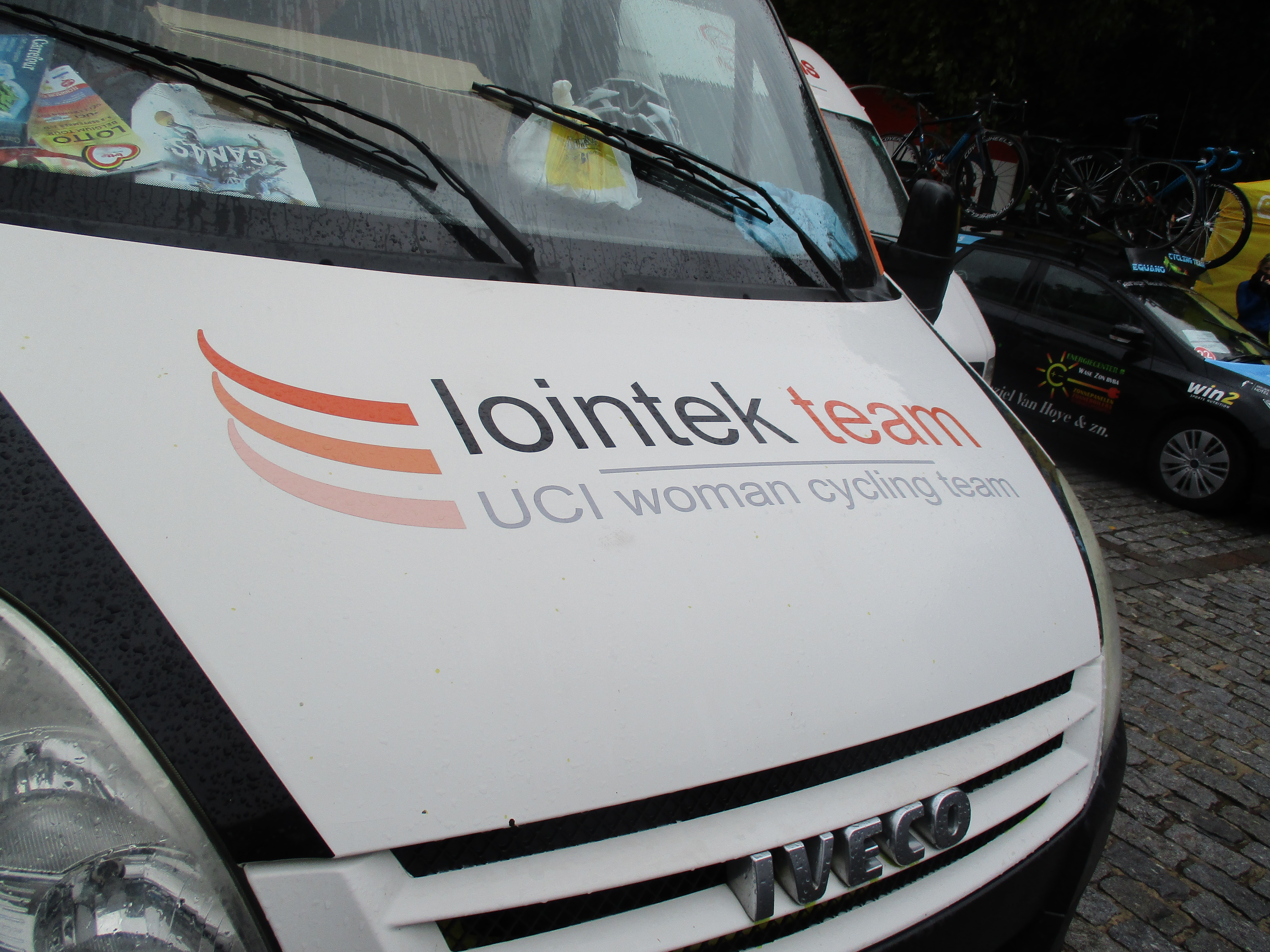
Bus van de ploeg.

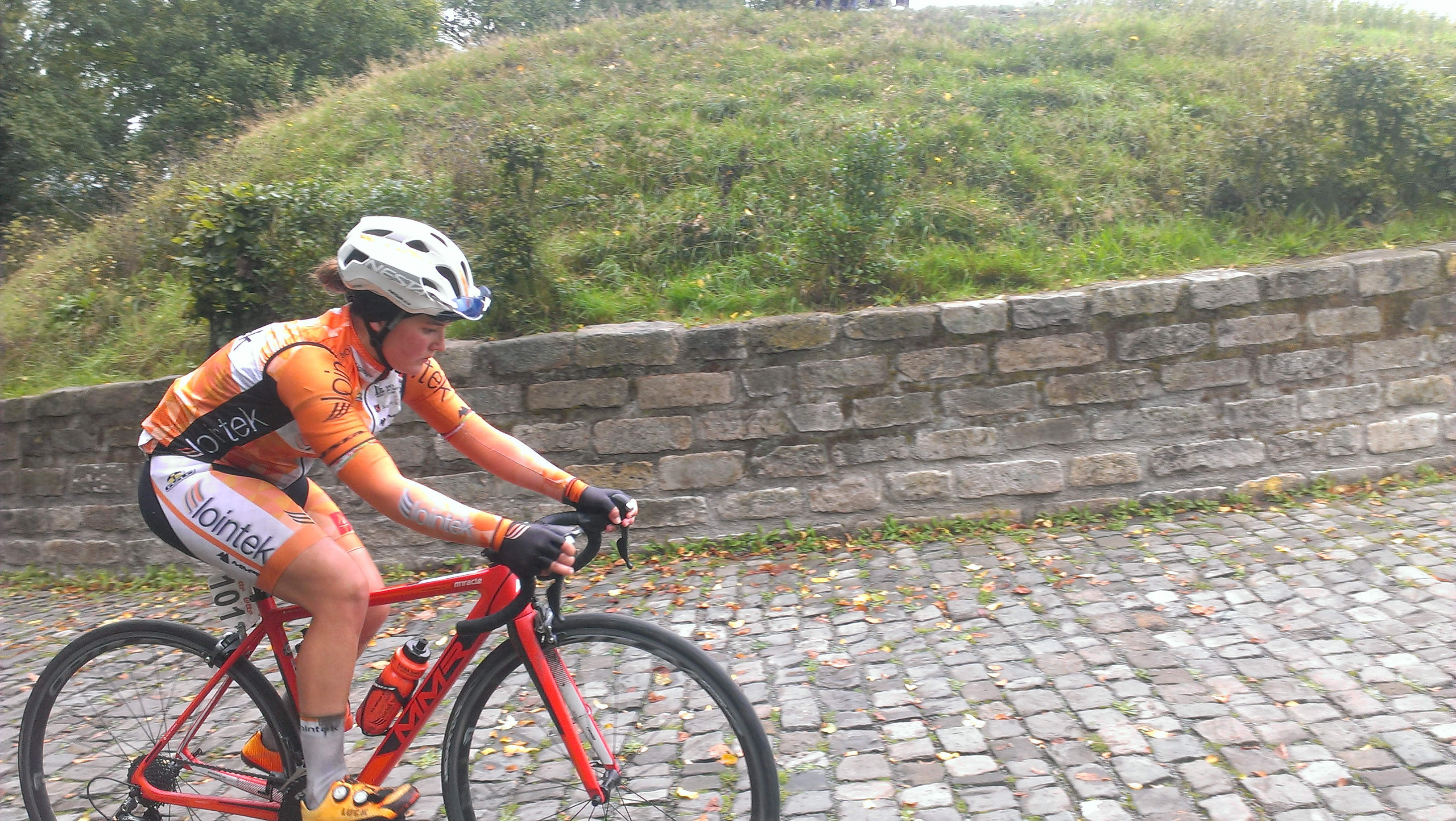
Cristina Martinez in de Lotto Belgium Tour 2017 op de Muur van Geraardsbergen.

### 2020
| Naam                     | Geboortedatum | Nationaliteit       | Vorige ploeg |
| ------------------------ | ------------- | ------------------- | ------------ |
| Naia Amondarain Gazañaga | 13-02-2001    | Spanje              |              |
| Maria Banlles Santamaria | 15-09-2000    | Spanje              | Massi-Tactic |
| Andere Basterra          | 05-10-2000    | Spanje              |              |
| Garazi Erostarbe Ugarte  | 07-11-2000    | Spanje              |              |
| Isabel Ferreres          | 08-10-1998    | Spanje              |              |
| Amaia Malatsetxebarria   | 09-12-2000    | Spanje              |              |
| Sara Martín Martín       | 22-03-1999    | Spanje              |              |
| Alexandra Moreno         | 25-01-2000    | Spanje              |              |
| Mireia Muñoz             | 24-12-1998    | Spanje              |              |
| Emma Ortiz               | 28-11-1998    | Spanje              | Massi-Tactic |
| Sofia Rodriguez Revert   | 21-10-1999    | Spanje              |              |
| Claire Steels            | 09-11-1986    | Verenigd Koninkrijk | Brother-UK   |

### Bekende oud-rensters
- Olatz Agorria (2018)
- Aude Biannic (2014)
- Yurani Blanco (2018-2019)
- Beatriu Gómez Franquet (2017-2018)
- Alicia González Blanco (2014-2017)
- Lucía González Blanco (2010-2017)
- Sheyla Gutiérrez (2013-2015)
- Ziortza Isasi (2017-2018)

- Joelija Ilinych (2012-2013)
- Sara Martín Martín (2018-2020)
- Maria Martins (2018-2019)
- Eider Merino (2013-2017)
- Fanny Riberot (2010-2015)
- Gloria Rodríguez (2016-2017)
- Alba Teruel (2015-2017)
- Aurore Verhoeven (2014-2016)

## Overwinningen

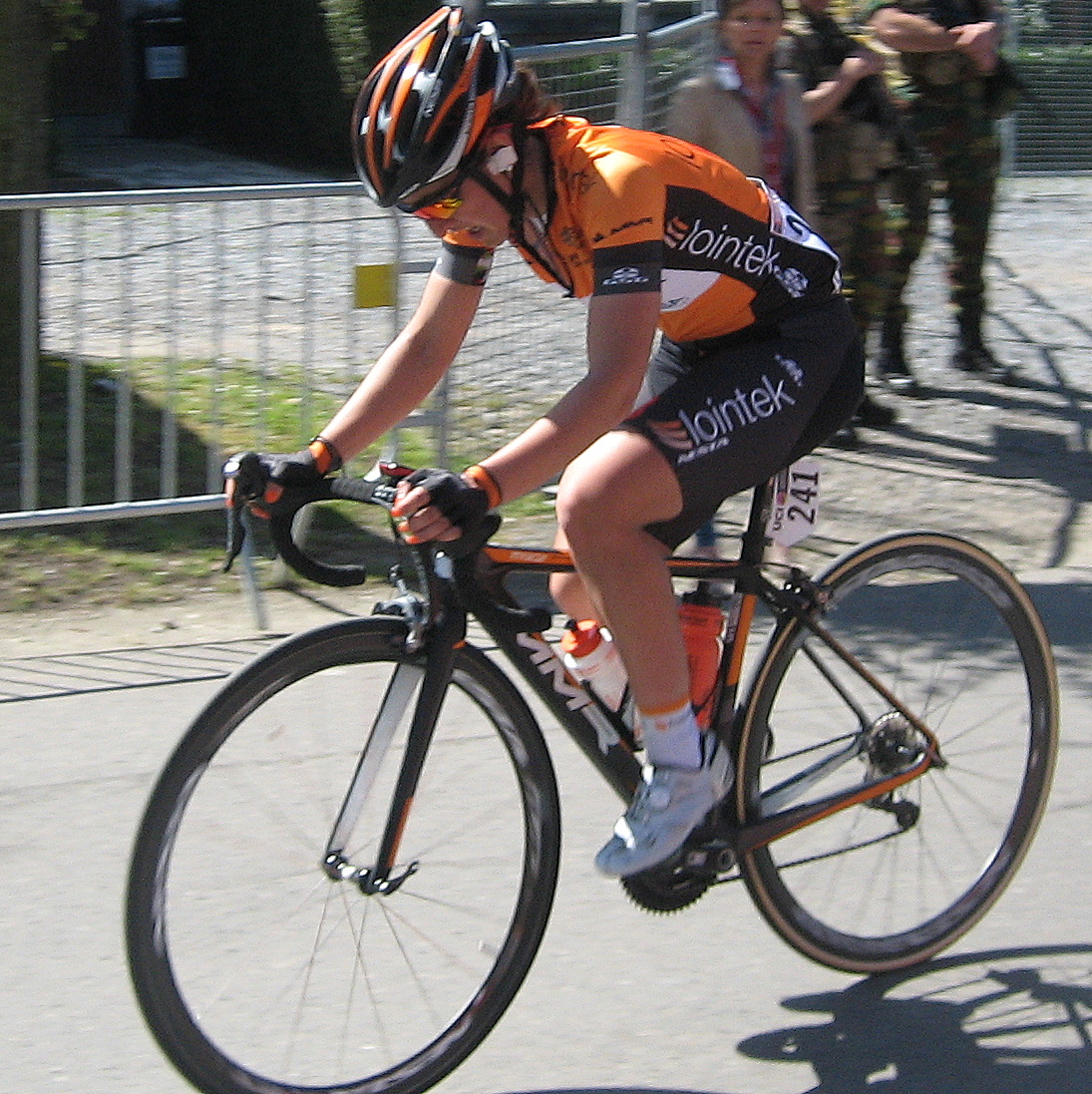
Maria del Mar Bonnin, Waalse Pijl 2016.

2011
 Baskisch kampioen op de weg, Eneritz Iturriaga
2012
 Andalucisch kampioen op de weg, Belén López
2014
 Jongerenklassement Emakumeen Bira, Eider Merino
2015
GP Plumelec-Morbihan, Sheyla Gutiérrez
2017
Eindklassement Vuelta a Burgos, Eider Merino

## Kampioenschappen
2009
 Spaans kampioen tijdrijden, Débora Gálvez Lopez
2010
 Spaans kampioen veldrijden (beloften), Lucía González Blanco
2011
 Spaans kampioen tijdrijden, Eneritz Iturriaga Etxebarria
2012
 Spaans kampioen mountainbike (junioren), Lucia González
 Spaans baankampioen (ploegachtervolging), Irene Usabiaga
 Spaans baankampioen (puntenkoers), Irene Usabiaga
 Spaans baankampioen (scratch), María del Mar Bonnin
2013
 Spaans kampioen veldrijden, Lucía González Blanco